# Birkeniidae
Los birkénidos (Birkeniidae) son una familia extinta de peces anáspidos del orden Birkeniiformes que vivieron en el Silúrico. La familia se divide en cuatro géneros siendo: Birkenia, Ctenopleuron, Vilkitskilepis y Hoburgilepis. También se consideraba el género Saarolepis, sin embargo con estudios recientes confirmaron que este era una especie nueva del género Rhyncholepis.